# L.W.H. van Dijk
Lodewijk Willem Henricus van Dijk (Hoorn, 15 juli 1884 - Son, 6 april 1983) was een Nederlands civiel ingenieur en ambtenaar, van 1928 tot 1936 directeur van de dienst Gemeentewerken Rotterdam.

## Levensloop
Van Dijk was de zoon van Pieter van Dijk en Johanna Wilhelmina Tjeenk Willink. Na de hogere burgerschool studeerde Van Dijk civiele techniek aan de Polytechnische School te Delft, de voorloper van de TU Delft, waar hij in 1905 op 21-jarige leeftijd afstudeerde.
In oktober 1905 trad Van Dijk in dienst bij de Gemeentewerken Rotterdam, na persoonlijke bemiddeling van de toenmalige directeur Gerrit de Jongh.  Om de veelzijdige plannen van de Gemeentewerken tot uitvoer te brengen, had De Jongh gepleit voor het aannemen van meer ingenieurs in de organisatie. Van Dijk was geselecteerd na overleg met Delftse professoren.
Na een startperiode als landmeter in de stad, werd Van Dijk in 1913 bevorderd tot chef van de afdeling Bestratingen. In 1919 werd hij chef van de afdeling Speciale Werken, in 1925 adjunct-directeur van de gehele dienst en vanaf 1928 directeur als opvolger van de plotseling overleden Hermanus Samuel de Roode.
Na het verlaten van Gemeentewerken Rotterdam in 1938 was Van Dijk o.m. nog actief bij de Centrale commissie voor de onteigeningsvergoedingen en als lid van de Raad van arbitrage voor de bouwbedrijven.

## Werk

### Stadsontwikkeling

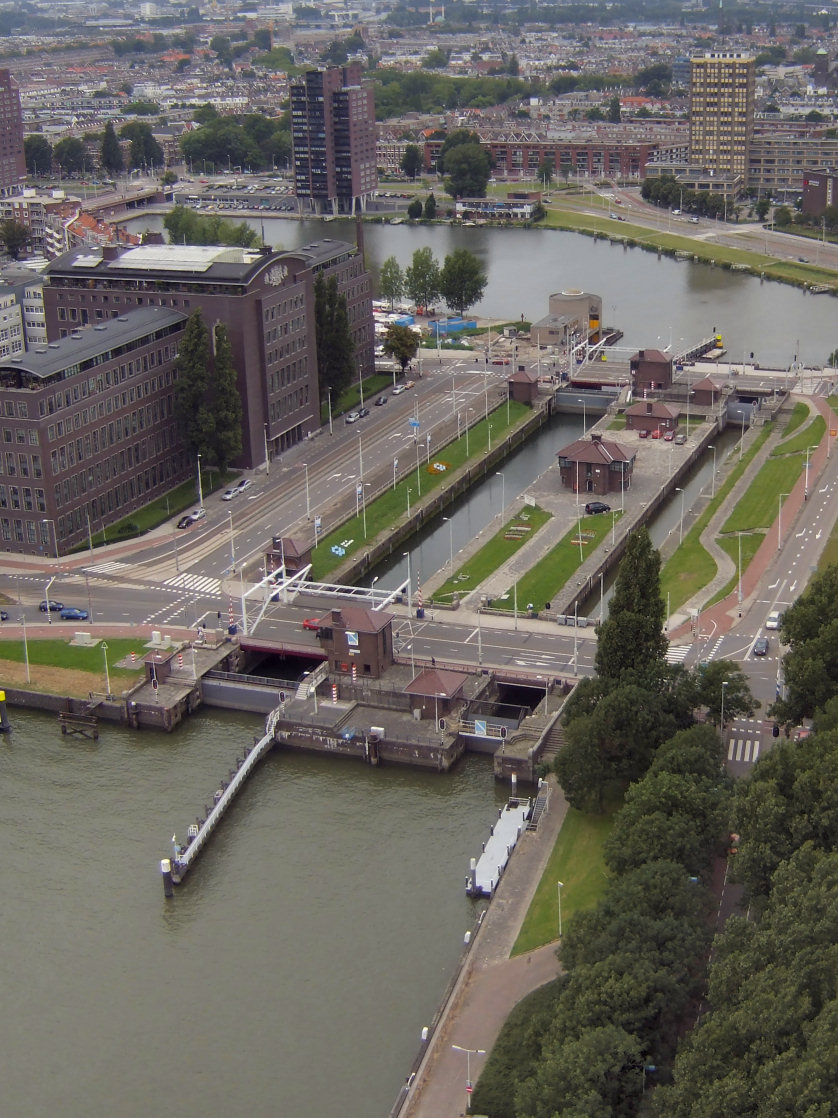
Parksluizen tussen de Parkhaven (voor) en Coolhaven (achter).

In de periode als directeur Gemeentewerken werden in Rotterdam o.m. de Parksluizen, de Coolhaven, de Pieter de Hooghbrug, de Mathenesserbrug, Museum Boymans en het kantoorgebouw van het toenmalige Gemeente Energiebedrijf (GEB) aan de Rochussenstraat  gerealiseerd. 
Verder werd een begin gemaakt met het door G.J. de Jongh bedachte Kralingse Bos en werden de plannen voor de Maastunnel voltooid.

### Reorganisatie van de Gemeentewerken Rotterdam
In de loop van de 19e eeuw was de dienst Gemeentewerken uitgegroeid tot een stedelijke dienst voor openbare voorzieningen, en hieronder viel ook de ruimtelijke ordening en stadsontwikkeling. In 1912 was deze dienst georganiseerd in vier hoofdafdelingen: Havenwerken, Volkshuisvesting, Stadsuitbreiding en Gebouwen.
Aan het begin van de dertiger jaren wenste de gemeenteraad, dat dit takenpakket over meerdere kleinere departementen werd verdeeld. In 1931-32 is hiertoe een reorganisatie doorgevoerd waarbij de oude dienst Gemeentewerken werd opgedeeld in:
- Een dienst Stadsontwikkeling onder leiding van ir. Willem Gerrit Witteveen als directeur
- Een Gemeentelijk Havenbedrijf onder leiding van ir. N.Th. Koomans als directeur, tegenwoordig Havenbedrijf Rotterdam, en
- Een afgeslankte dienst Gemeentewerken

Aangezien de crisis toentertijd aanhield moest er verder bezuinigd worden en zijn de departementen Gemeentewerken, Stadsontwikkeling, Bouwpolitie en Volkshuisvesting werd samengevoegd tot een één Gemeentelijke Technische Dienst onder leiding van Witteveen.

### Overige werkzaamheden

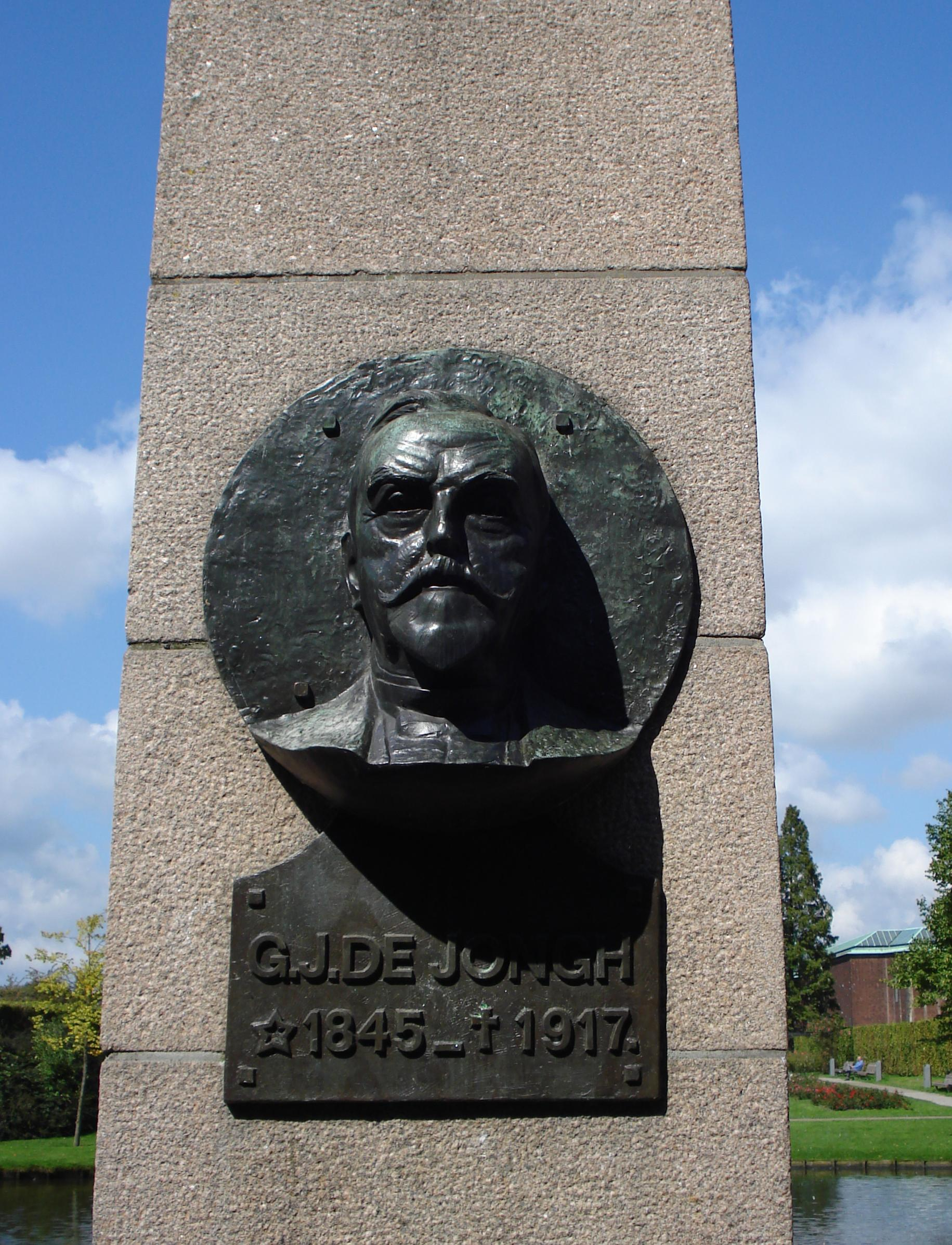
G.J. de Jongh monument.

Voor G.J. de Jongh, directeur van Gemeentewerken Rotterdam 1879 tot 1910, die hem had aangenomen, had Van Dijk grote bewondering, getuige het feit dat hij, nadat hij Gemeentewerken Rotterdam in 1936 had verlaten zich heeft ingespannen om onder oud-medewerkers van Gemeentewerken geld bijeen te brengen voor een door Henk Chabot ontworpen en aangebrachte inscriptie op de tegelwand van het De Jonghmonument in de tuin achter Museum Boymans Van Beuningen in Rotterdam.
Van Dijk publiceerde destijds jaarlijks in het Rotterdamsch Jaarboekje - een uitgave van het Stadsarchief Rotterdam - over de voortgang van de werken die in het desbetreffende jaar onder handen waren.

## Publicaties, een selectie
- L.W.H. van Dijk. "H.S. De Roode", in Rotterdamsch Jaarboek, 1928 p. 94-95
- L.W.H. van Dijk. "In memoriam A.C. Burgdorffer", in: Rotterdamsch Jaarboekje, 1933, p. 92-93

Publicaties over L.W.H. van Dijk
- Bongaerts, M.C.E. De Waterstaats-ingenieur. - L.W.H. van Dijk, De Civiel-ingenieur in gemeentedienst, Morks Cz., 1913.
- Jan Nieuwenhuizen, Mensen maken een stad. 1855-1955. : Over Dienst Gemeentewerken Rotterdam 1855-1955 en betrokkenen.